# Борец (Лоевский район)
Боре́ц (бел. Барэц) — посёлок в Страдубском сельсовете Лоевского района Гомельской области Беларуси.
На западе граничит с лесом.

## География

### Расположение
В 11 км на северо-запад от Лоева, 50 км от железнодорожной станции Речица (на линии Гомель — Калинковичи), 70 км от Гомеля.

## Транспортная сеть
Транспортные связи по просёлочной, затем автомобильной дороге Лоев — Речица. Планировка состоит из чуть изогнутой меридиональной улицы, застроенной двусторонне деревянными крестьянскими усадьбами.

## История
Основан в начале 1920-х годов на бывших помещичьих землях переселенцами из соседних деревень. В 1930 году организован колхоз «Борец», работали ветряная мельница и кузница. Во время Великой Отечественной войны в 1943 году оккупанты полностью сожгли посёлок и убили 17 жителей. В бою около деревни 19 октября 1943 года отличился командир танковой роты лейтенант Н. Т. Лукинов (присвоено звание Героя Советского Союза). Согласно переписи 1959 года в составе совхоза «Днепровский» (центр — деревня Переделка). До 31 декабря 2009 года в составе Переделковского сельсовета.

## Население

### Численность
- 1999 год — 35 хозяйств, 65 жителей.

### Динамика
- 1940 год — 46 дворов, 246 жителей.
- 1959 год — 202 жителя (согласно переписи).
- 1999 год — 35 хозяйств, 65 жителей.